# NFL Europe 2006
De NFL Europe van 2006 was een toernooi American football, dat van 18 maart tot en met 27 mei 2006 heeft plaatsgevonden. De wedstrijden van het toernooi werden tot en met 20 mei 2006 gespeeld, de World Bowl daarna is op 27 mei in de LTU Arena in Düsseldorf gespeeld. De NFL Europe werd na 2006 de NFL Europa. Het toernooi in 2006 bestond uit zes teams, waarvan vijf uit Duitsland en een uit Nederland. De Nederlandse club Amsterdam Admirals was de titelverdediger.
De teams die mee doen zijn:
- Amsterdam Admirals
- Berlin Thunder
- Cologne Centurions
- Frankfurt Galaxy
- Hamburg Sea Devils
- Rhein Fire

## Wedstrijden
| datum    | uit                |   | thuis              | score   |
| -------- | ------------------ | - | ------------------ | ------- |
| 18 maart | Cologne Centurions | - | Hamburg Sea Devils | 14 - 10 |
| 18 maart | Berlin Thunder     | - | Amsterdam Admirals | 33 - 29 |
| 18 maart | Frankfurt Galaxy   | - | Rhein Fire         | 06 - 10 |
| 25 maart | Rhein Fire         | - | Berlin Thunder     | 22 - 00 |
| 25 maart | Hamburg Sea Devils | - | Frankfurt Galaxy   | 14 - 31 |
| 25 maart | Amsterdam Admirals | - | Cologne Centurions | 20 - 15 |
| 1 april  | Hamburg Sea Devils | - | Berlin Thunder     | 17 - 17 |
| 1 april  | Amsterdam Admirals | - | Frankfurt Galaxy   | 38 - 20 |
| 2 april  | Cologne Centurions | - | Rhein Fire         | 10 - 20 |
| 8 april  | Berlin Thunder     | - | Amsterdam Admirals | 31 - 38 |
| 8 april  | Rhein Fire         | - | Hamburg Sea Devils | 31 - 21 |
| 8 april  | Frankfurt Galaxy   | - | Cologne Centurions | 21 - 14 |
| 15 april | Amsterdam Admirals | - | Rhein Fire         | 35 - 31 |
| 15 april | Hamburg Sea Devils | - | Frankfurt Galaxy   | 13 - 17 |
| 17 april | Berlin Thunder     | - | Cologne Centurions | 24 - 13 |
| 22 april | Rhein Fire         | - | Amsterdam Admirals | 21 - 30 |
| 22 april | Frankfurt Galaxy   | - | Berlin Thunder     | 18 - 17 |
| 23 april | Cologne Centurions | - | Hamburg Sea Devils | 20 - 17 |
| 29 april | Amsterdam Admirals | - | Hamburg Sea Devils | 18 - 17 |
| 29 april | Berlin Thunder     | - | Rhein Fire         | 24 - 27 |
| 30 april | Frankfurt Galaxy   | - | Cologne Centurions | 17 - 10 |
| 6 mei    | Cologne Centurions | - | Amsterdam Admirals | 20 - 13 |
| 6 mei    | Rhein Fire         | - | Frankfurt Galaxy   | 14 - 16 |
| 7 mei    | Hamburg Sea Devils | - | Berlin Thunder     | 38 - 14 |
| 14 mei   | Berlin Thunder     | - | Cologne Centurions | 7 - 25  |
| 14 mei   | Rhein Fire         | - | Hamburg Sea Devils | 10 - 13 |
| 14 mei   | Amsterdam Admirals | - | Frankfurt Galaxy   | 17 - 12 |
| 20 mei   | Frankfurt Galaxy   | - | Berlin Thunder     | 14 - 13 |
| 20 mei   | Cologne Centurions | - | Rhein Fire         | 10 - 21 |
| 20 mei   | Hamburg Sea Devils | - | Amsterdam Admirals | 34 - 21 |

## Ranglijst
| plaats | club               | wedstrijd | win | gel | ver | saldo     |
| ------ | ------------------ | --------- | --- | --- | --- | --------- |
| 1      | Amsterdam Admirals | 10        | 7   | 0   | 3   | 238 - 200 |
| 2      | Frankfurt Galaxy   | 10        | 7   | 0   | 3   | 158 - 147 |
| 3      | Rhein Fire         | 10        | 6   | 0   | 4   | 186 - 155 |
| 4      | Cologne Centurions | 10        | 4   | 0   | 6   | 141 - 149 |
| 5      | Hamburg Sea Devils | 10        | 3   | 1   | 6   | 160 - 175 |
| 6      | Berlin Thunder     | 10        | 2   | 1   | 7   | 167 - 227 |

## World Bowl
| datum  | locatie    | uit              |   | thuis              | score  |
| ------ | ---------- | ---------------- | - | ------------------ | ------ |
| 27 mei | Düsseldorf | Frankfurt Galaxy | - | Amsterdam Admirals | 22 - 7 |